# 小行星21419
小行星21419（21419 Devience）是一颗绕太阳运转的小行星，为主小行星带小行星。该小行星于1998年3月发现。

## 轨道参数
小行星21419的轨道半长轴为2.2759005 UA，离心率为0.113。